# Elnurə Məmmədova
Elnurə Rizvan qızı Məmmədova (ur. 2 stycznia 2002) – azerska zapaśniczka walcząca w stylu wolnym. Zajęła 27. miejsce na mistrzostwach świata w 2023 roku.
Piąta na mistrzostwach Europy w 2023. Brązowa medalistka igrzysk solidarności islamskiej w 2021. Druga na wojskowych MŚ w 2023. 
Trzecia na MŚ U-23 w 2023. Pierwsza na ME U-23 w 2025; druga w 2022 i 2024; trzecia w 2023. Druga na olimpijskim festiwalu młodzieży Europy w 2019. Mistrzyni Europy juniorów w 2022 i trzecia na ME kadetów w 2019 roku.